# Pâte (cuisine)
Pour les articles homonymes, voir Pâte et Pâte (pâtisserie).

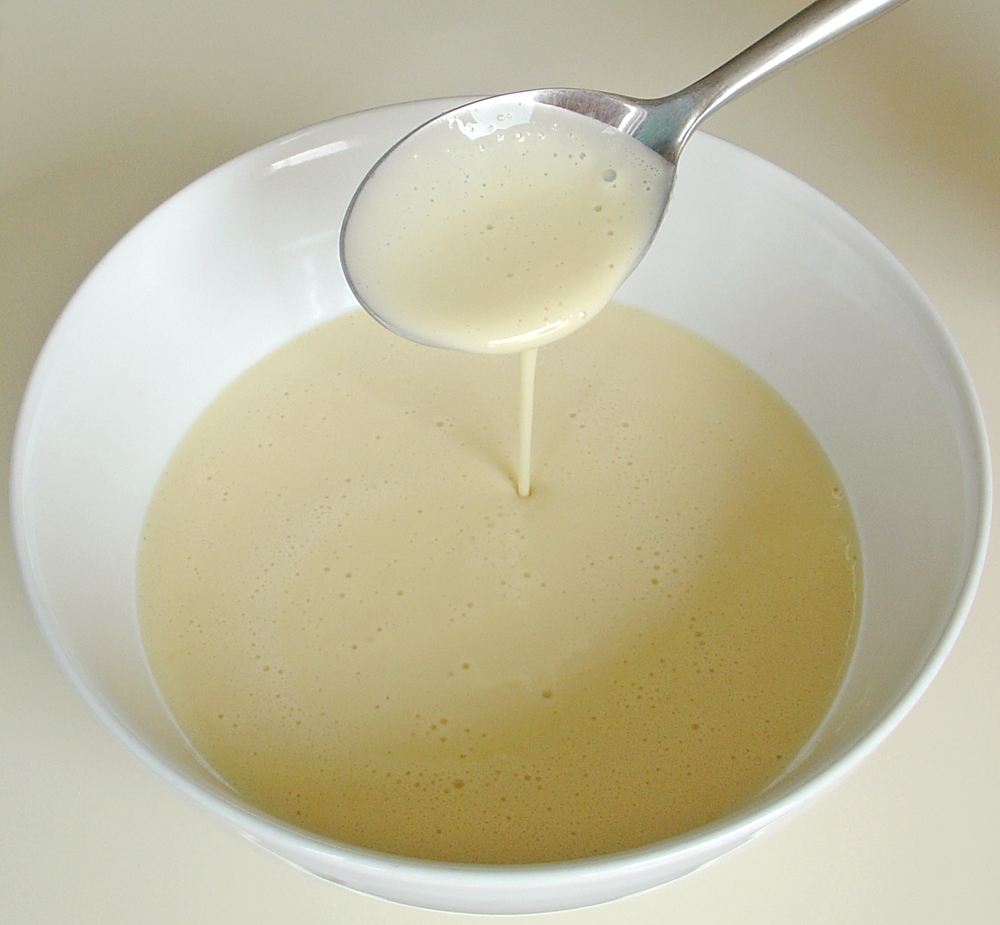
Une fine pâte de pancakes anglais

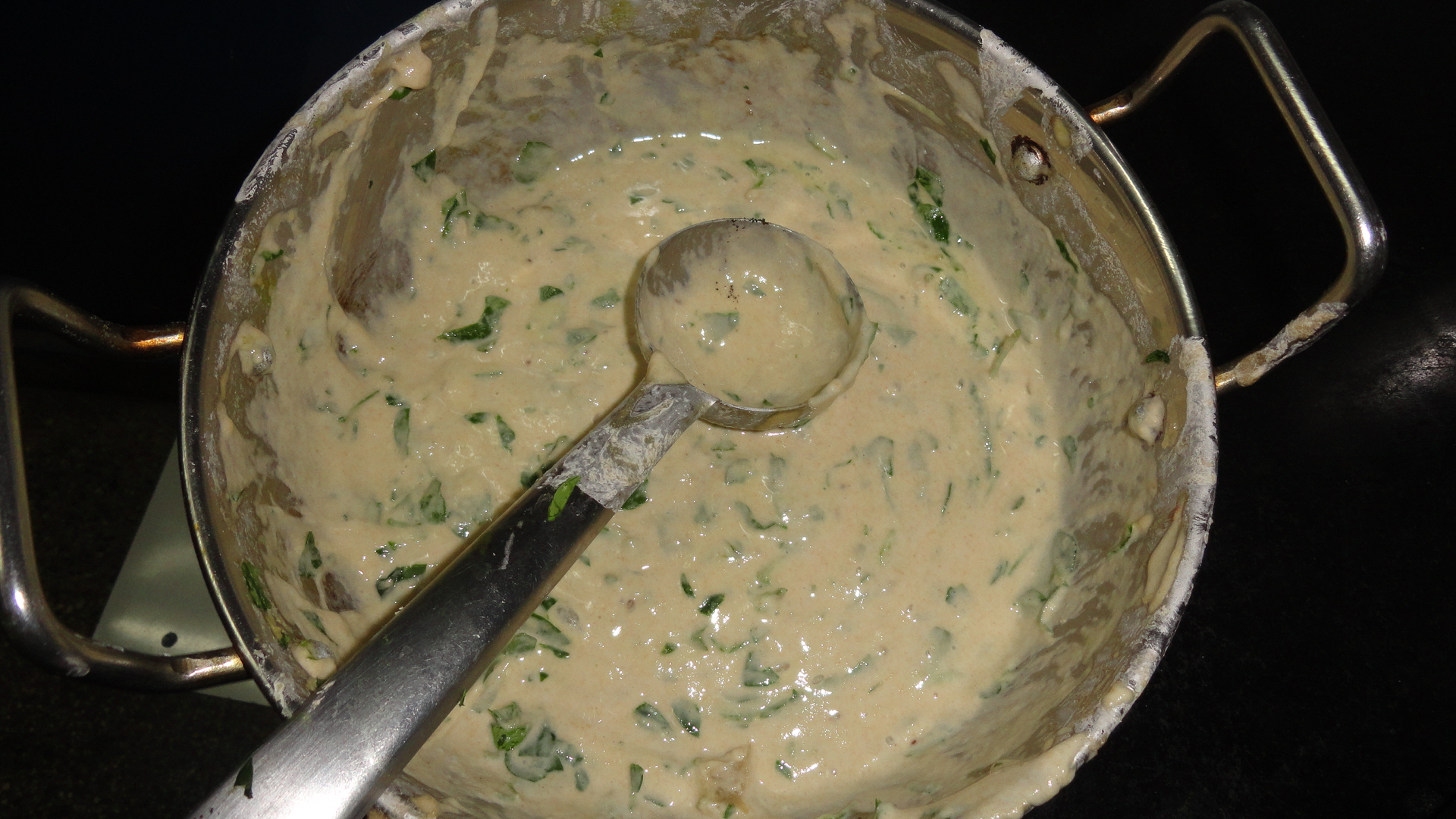
Pâte à base blé mélangée avec des feuilles de fenugrec pour faire des Dosas

La pâte est un mélange liquide qui peut facilement être versé dans un moule,. La pâte est utilisé principalement pour des crêpes, des gâteaux légers, et comme couche pour les aliments frits. Le mot pâte vient du mot français battre, comme beaucoup de pâtes nécessitent qu'on les batte ou les fouette dans leur préparation.

## Méthodes
Beaucoup de pâtes sont réalisées en mélangeant une farine avec des liquides tels que l'eau, le lait ou des œufs. Les pâtes peuvent aussi se réaliser par trempage des grains dans l'eau et leur broyage humide. Un agent de levage tels que la levure chimique est inclus afin de l'aérer et de faire gonfler la pâte pendant qu'elle cuit, ou le mélange peut être naturellement fermenté à cette fin ainsi que pour ajouter de la saveur. De l'eau gazeuse ou un autre liquide gazeux, tel que de la bière, peut être utilisé en substitution pour aérer la pâte dans certaines recettes. Le mélange liquide brassé et congelé afin de produire de la crème glacée est également appelé pâte, bien qu'il ne contienne pas de farines sèches ou de céréales.

La viscosité de la pâte peut varier de très « épaisse » (adhérant à une cuillère retournée) à « liquide » (similaire à la crème, suffisamment liquide pour la verser-déposer avec une cuillère. Lorsque de la chaleur est appliquée à la pâte, généralement par la friture, la cuisson ou la cuisson à la vapeur, afin de cuire les ingrédients et de « fixer » la pâte dans une forme solide. Les pâtes peuvent être sucrées ou salées, souvent avec du sucre ou du sel ajouté (parfois les deux). De nombreux autres arômes tels que des herbes, des épices, des fruits ou des légumes, voire du coca-cola, peuvent être ajoutés au mélange.

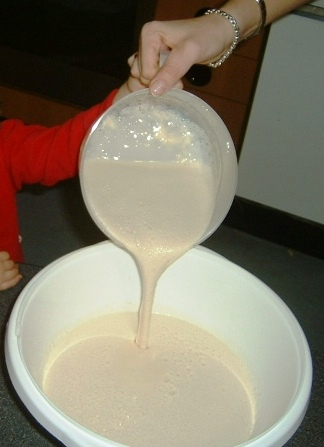
Pâte à crêpes
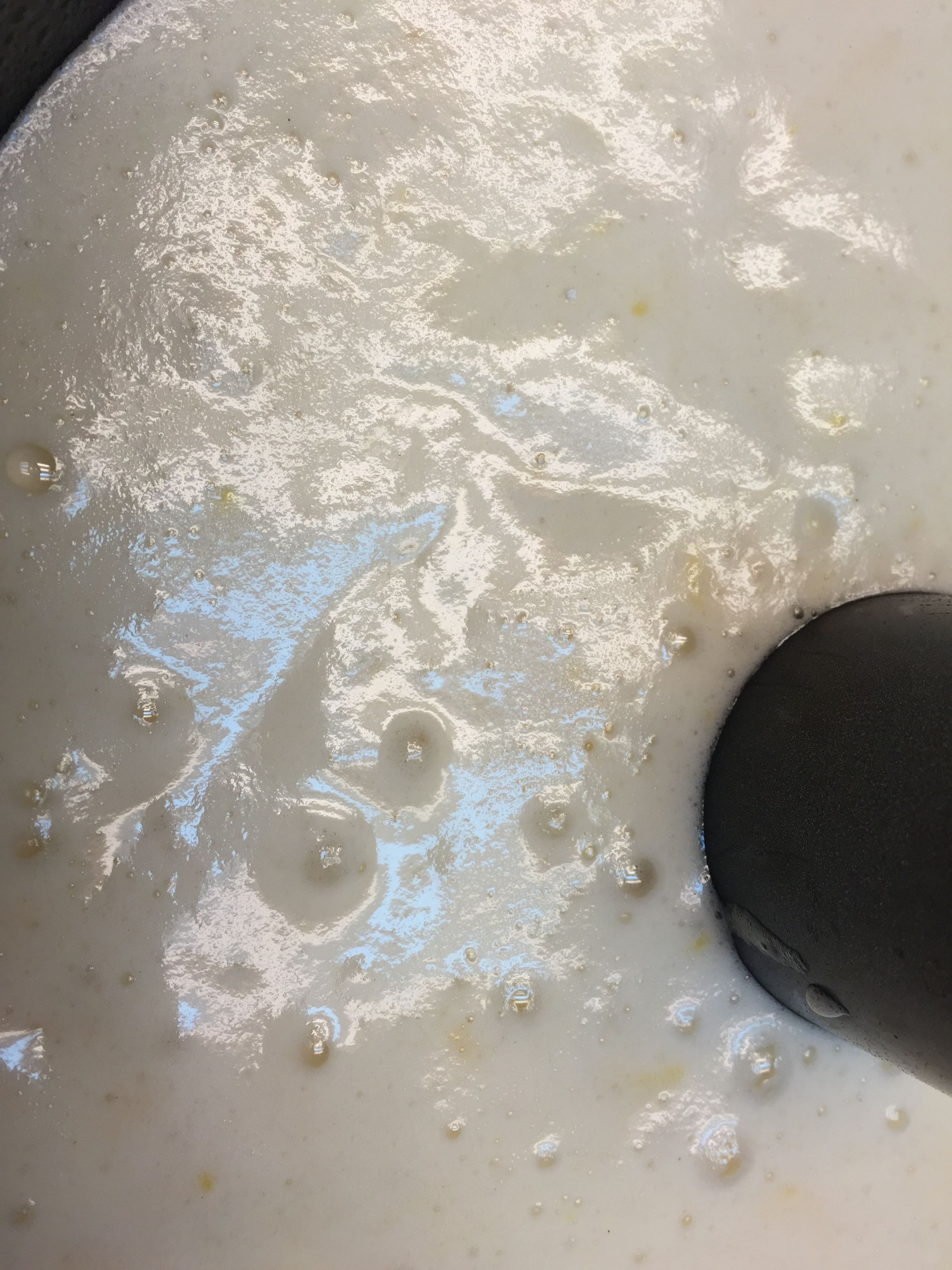
Pâte d'un gâteau des anges, vue rapprochée
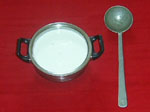
Une pâte non cuite et une louche

## Pâte à la bière

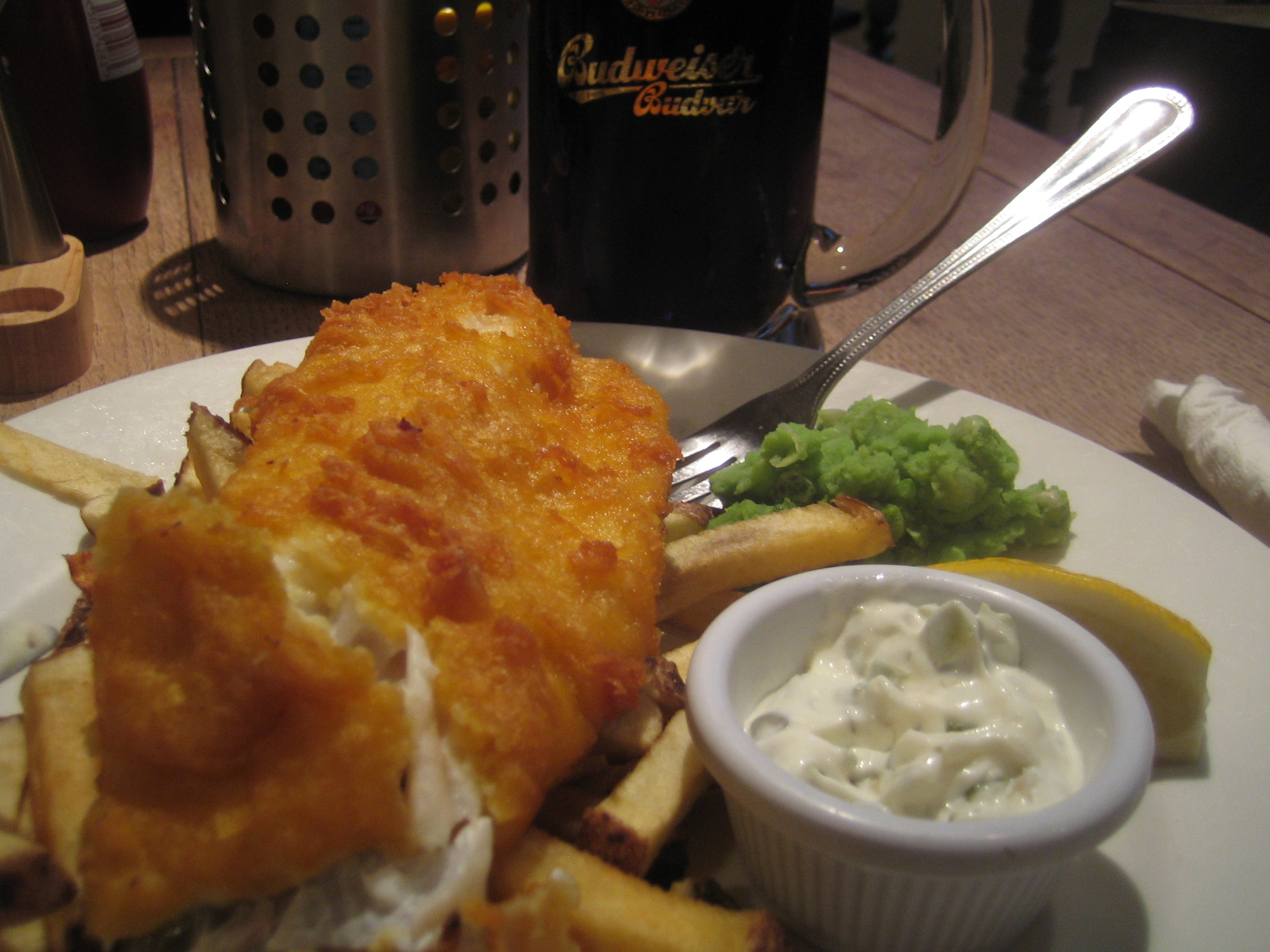
Fish and chips préparés avec de la pâte à bière

La bière est un ingrédient populaire dans les pâtes utilisées pour enrober les aliments avant de les frire. L'une des principales raisons est que la pâte classique peut être réalisée simplement avec de la farine, de la bière, et un peu de sel. Le but de l'utilisation de la bière est donc la formation de bulles dans la bière qui va ajouter du corps et de la légèreté à la pâte en Fonction du type et de la qualité de la bière, celle-ci peut également ajouter de la couleur ou du goût à la pâte. La réalisation et utilisation de la pâte à bière sont très populaires en Australie, en Nouvelle-Zélande, aux États-unis, en Grande-Bretagne, Irlande, Allemagne, Islande et Russie. Les aliments généralement accompagnés de pâte à la bière et frits sont les poissons, frites et rondelles d'oignon.

## Les pâtes en cuisine
Les pâtes sont utilisés dans de nombreux cuisines sous de nombreux noms. Tempura au Japon, pakora en Inde, pain à la cuillère aux États-unis, et de nombreux autres exemples de tous types de pâtes. Toutes les pâtes agissent en formant une enveloppe croustillante autour de la nourriture, ce qui empêche qu'elle brûle et cela permet de conserver la saveur et les jus. Idéalement, la pâte pour la friture doit être assez épaisse pour adhérer à la nourriture, mais pas trop épaisse car elle deviendrait lourde. Cet idéal de la pâte a été décrit de façon poétique comme devant ressembler : « au déshabillé d'une jeune mariée plutôt qu'à un lourd manteau ».
Les pâtes épaississent chaque seconde où elles sont fouettées en raison du développement de gluten. Des stratégies pour réduire cet effet comprennent l'utilisation d'eau glacée lors du mélange, de l'alcool (qui ne se mélange pas avec la farine pour produire du gluten), et de la faire au dernier moment avant de l'utiliser.